# Euphaedra viridicaerulea
Euphaedra viridicaerulea är en fjärilsart som beskrevs av Max Bartel 1905. Euphaedra viridicaerulea ingår i släktet Euphaedra och familjen praktfjärilar. Inga underarter finns listade i Catalogue of Life.